# 克萊縣 (密蘇里州)
克萊县（英語：Clay County）是位於美国密蘇里州西部的一個郡，西鄰堪薩斯州，面積1,059平方公里。根據2020年美國人口普查，共有人口25萬3,335人，縣治自由城。該縣成立於1822年1月2日，縣名紀念美国历史上著名的國務卿的亨利·克莱。